# Pecado original (álbum)
Pecado original es el título del tercer álbum de estudio grabado por la cantautora mexicana Ana Gabriel, Fue lanzado al mercado bajo el sello discográfico CBS Discos el 9 de diciembre de 1987, El álbum Pecado original fue dirigido y producido por el compositor y productor musical español Mariano Pérez Bautista.
Una vez más, participó en el Festival OTI, esta vez en Lisboa, capital de Portugal, con la canción «¡Ay amor!», de su propia autoría, con arreglo y dirección de Rubén Zapeda, obteniendo el tercer lugar.[cita requerida]

## Lista de canciones
| Pecado original |                                |                                                                                 |          |  |
| N.º             | Título                         | Escritor(es)                                                                    | Duración |  |
| 1.              | «Pecado original» (Roupa Nova) | Michael Sullivan · Paulo Massadas Adapt: al español: José Antonio García Morato | 3:28     |  |
| 2.              | «Ven, ven» (Marisol)           | Howard Barnes · Ralph Barnet · Sven Linus                                       | 3:57     |  |
| 3.              | «Ven cariño»                   | Ana Gabriel                                                                     | 3:30     |  |
| 4.              | «Por culpa del amor»           | Mariano Pérez · Rosa María Girón                                                | 3:57     |  |
| 5.              | «Amor con desamor»             | Ana Gabriel                                                                     | 3:37     |  |
| 6.              | «Amor»                         | José María Guzmán                                                               | 4:41     |  |
| 7.              | «Cruz y raya»                  | Mariano Pérez · Carlos Gómez · Rosa María Girón                                 | 3:33     |  |
| 8.              | «¡Ay amor!»                    | Ana Gabriel                                                                     | 3:23     |  |
| 9.              | «Noche a noche»                | Mariano Pérez · Carlos Gómez · Rosa María Girón                                 | 3:34     |  |
| 10.             | «Pensar en ti»                 | Mariano Pérez · Carlos Gómez · María Rosario Ovelar                             | 3:48     |  |
| 37:17           |                                |                                                                                 |          |  |

© MCMLXXXVII. Sony Music Entertainment (México), S.A. de C.V.

## Posicionamiento en listas
El lanzamiento de este álbum alcanzó la posición 3 en el listado musical Latin Pop Albums de la revista Billboard.

### Sencillos
- El tema «Pecado original» alcanzó la posición 14 en la lista Billboard Hot Latin Tracks.[2]

- «¡Ay amor!» llegó al puesto 1 en el Billboard Hot Latin Tracks.[3]